# Зефи, Паль
Паль Гергь Зефи (алб. Pal Gjergj Zefi; 1940, Сукт-Шияк, Дуррес, Албанское королевство — 1973, Спач (тюрьма), НРА) — албанский политзаключённый-антикоммунист, инициатор восстания в тюрьме Спач в мае 1973. После подавления восстания приговорён к смертной казни и расстрелян. В современной Албании признан героем антидиктаторского и антитоталитарного сопротивления.

## Жизнь
Родился в малоимущей деревенской семье албанских католиков из общины Шияк округа Дуррес. Окончил трёхлетние медицинские курсы, был обучен профессиям медбрата и фельдшера. Работал по специальности, а также шахтёром, подсобником в колхозах.
Паль Зефи был убеждённым антикоммунистом, противником диктатуры Энвера Ходжи и правящей АПТ. Своё бедственное положение он связывал с социальной политикой режима. В 1971, разговаривая со знакомым, Зефи сказал, что «партия больше заботится о коровах, чем о людях» (речь шла о строительстве коровника). Эти слова стали известны Сигурими. Вскоре Паль Зефи был арестован и обвинён по статье 55 Уголовного кодекса НРА (антигосударственная пропаганда; аналог советской 58-10). 28 октября 1971 приговорён судом Дурреса к 10 годам заключения.

## Тюрьма
Год с небольшим Паль Зефи находился в разных трудовых лагерях. В январе 1973 он был доставлен в тюрьму Спач. Условия содержания в Спаче отличались жёсткостью — тяжёлая работа по добыче в шахтах меди, хрома и пирита, скудное нездоровое питание, частые отравления, издевательства надзирателей, регулярные избиения. Зефи не скрывал своей враждебности к властям вообще и тюремной администрации в частности, с готовностью вступал в конфликты (в советской и российской субкультуре такая позиция характеризуется термином «отрицалово»).
В той же тюрьме отбывал 8-летний срок Гьоке Зефи — брат Паля, осуждённый при сходных обстоятельствах. Братья держались вместе и в феврале 1973 года вместе же отказались от работы в шахте. Они обратились к администрации с просьбой перевести их в тюрьму города Буррели. Администрация отказала в этом и разделила братьев — Гьоке был отправлен в Бельш. Паль посчитал это провокацией. В ответ он начал демонстративно нарушать правила тюремного содержания. 20 апреля Паль Зефи был на месяц помещён в подземный карцер.

## Бунт
20 мая 1973 истёк срок пребывания Зефи в карцере. Однако охрана отказалась вывести его в общую камеру. Вместе этого он услышал издевательские слова: «Здесь ты и умрёшь». 21 мая 1973 в пять часов утра дежурный зашёл в штрафную камеру Зефи забрать одеяло. Заключённый отказался отдавать — это был его ответ на произвольное продление карцера. Такое поведение было квалифицировано очередным нарушением. Вызван надзиратель Марк Туци. Когда он открыл дверь, Зефи вырвался из карцера.
Пробравшись на тюремный двор, Паль Зефи вооружился двухметровым железным прутом и крикнул: «Есть тут живые албанцы — защитить албанскую честь?!». Скрутить Паля Зефи пытались вдевятером (начальник оперативного отдела тюрьмы Фейзи Личо, надзиратели и оперативники Марк Туци, Нуэ Леши, Зеф Бардоки, Гьет Чупи, Скендер Нонири, Фрок Деда, Ндуэ Пренга, «вставший на путь исправления» заключённый Меди Ноку). Зефи упорно отбивался, нанося ощутимые удары Личо и его подчинённым. В Ноку он бросил железный брус, нанесший «активисту» травму.
По всей вероятности, в итоге Зефи был бы схвачен, но на помощь ему пришли другие заключённые (тоже осуждённые по политическим статьям) — Йорго Папа, Дашнор Казази, Хасан Хибо, Суло Веши, Павло Попе, Реджеп Лазери, Панди Стерьо, Мухарем Дюли, Фадиль Душку, Сюрья Ламе. Заключённого удалось отбить. Тюремщики отступили. Этот инцидент стал завязкой крупного события албанской истории — восстания в тюрьме Спач.
Примерно в половину четвёртого дня в Спач прибыла усиленная оперативно-следственная группа Сигурими и полиции. Только этими силами удалось схватить Паля Зефи и поместить в изолятор. В дальнейших событиях он не смог принять участия. Однако бунт уже разгорелся и перерастал в антикоммунистическое восстание заключённых. Насилие над Палем Зефи содержалось в заявлениях вожаков как причина массового протеста.

## Смерть
Подавить восстание заключённых правительственные силы смогли лишь к утру 24 мая. В тот же день состоялся процесс над лидерами восстания. Следствие, суд и казнь уложились в 13 часов.
Паль Зефи и ещё несколько десятков заключённых Спача обвинялись в антипартийной организации, антигосударственном мятеже и экономическом саботаже. В своих показаниях Зефи признавал драку с тюремщиками, агитацию и пропаганду против властей, ещё раз заявил о своей враждебности к правящему режиму, который «несправедливо осудил и бросил меня в тюрьму». В то же время он отвергал обвинения в организации и саботаже.
Коллегия Верховного суда под председательством Аранита Чели приговорила Паля Зефи к смертной казни. Он написал прошение о помиловании в президиум Народного собрания, но оно было отклонено на заседании под председательством Хаджи Леши.
24 мая 1973 Паль Зефи был расстрелян в возрасте 33 лет. Вместе с ним казнили троих вожаков восстания — 28-летнего Хайри Пашая, 27-летнего Дервиша Бейко, 23-летнего Скендера Дайю.

## Память
В НРА/НСРА Паль Зефи и его товарищи считались государственными преступниками, публичные упоминания о них запрещались. После падения коммунистического режима в Албании восстание в тюрьме Спач признано борьбой за свободу и достоинство, гордостью албанской истории XX века. Его участники, и среди них Паль Зефи, реабилитированы и признаны героями сопротивления. 6 декабря 2015 указом президента Албании Буяра Нишани Паль Зефи посмертно удостоен медали Золотого орла.